# Rachel Melhado
Rachel Yvonne Melhado (* 24. September 1992 in Mississauga, Ontario) ist eine ehemalige kanadisch-jamaikanische Fußballspielerin.

## Karriere

### Vereine
Während ihres Studiums an der University of Louisville lief Melhado von 2010 bis 2013 für die dortige Hochschulmannschaft der Louisville Cardinals auf und spielte parallel dazu für die W-League-Franchises der Toronto Lady Lynx und Seattle Sounders Women. Zur Rückrunde der Saison 2014/15 wechselte sie zum Bundesligisten Herforder SV. Dort lief Melhado in fünf Spielen auf, bevor sie im Mai 2015 beim Ligarivalen FF USV Jena unterschrieb. Am 19. Dezember 2016 löste sie ihren Vertrag beim FF USV Jena auf und verkündete eine Karriereunterbrechung, aufgrund einer Schwangerschaft.

### Nationalmannschaft
Melhado durchlief ab dem Jahr 2010 die kanadischen Nachwuchsnationalmannschaften in den Altersklassen U-18 und U-20 und nahm mit letzterer unter anderem an der U-20-Weltmeisterschaft 2012 teil. Am 19. Juni 2013 kam sie bei einem Freundschaftsspiel gegen Deutschland zu ihrem bislang einzigen A-Länderspiel.